# Cái chết của Daniel Shaver
Vào ngày 18 tháng 1 năm 2016, nhân viên cảnh sát Philip Brailsford đã bắn và giết Daniel Shaver ở Granbury, Texas. Shaver đã bị cáo buộc sở hữu một súng hơi hạng nhẹ trong khi ông đang ở tại một khách sạn La Quinta Inn & Suites. Khách của khách sạn gần hồ bơi đã thông báo cho lễ tân rằng ai đó đang chỉ một khẩu súng trường ra ngoài cửa sổ tầng năm. Nhân viên khách sạn ngay lập tức thông báo cho cảnh sát. Sau một cuộc điều tra, Brailsford bị buộc tội giết người (cấp đô 2) và sau đó khi xét xử thì được xử là vô tội.